# Formación Cloverly
La Formación Cloverly , es una formación geológica datada alrededor de 112 a 99,6 millones de años atrás en el Albiense durante el Cretácico inferior, en el bajo de Bighorn, en el límite entre los estados de Montana y Wyoming, en Estados Unidos, incluyendo el estrato anteriormente llamado Formación Dakota. Tiene un grueso medio de aproximadamente 90 metros y parte superior de la Fm. Cloverly es marcada por facies marinas transgresiva, depositada por un mar interior que penetro en dirección Sur
Se la divide en tres miemnbros
- El Conglomerado Pryor ubicada en la base y contienen sílex negro abundante. Se nombra de las camas gruesas expuestas en el lado oeste de las Montañas Pryor.
- El Miembro Little Sheep Member en el centro y se compone de lutolita pálido-púrpura, gris a la casi blanca y bentonita. Una edad radiométrica de 115 +/- 10 millones de años que se ha obtenido del punto bajo en el miembro (Chen y Lubin 1997), y en el superior de 108.5 +/- 0.2 millones de años (Burton y otros 2006). Estas fechas confirman que el Cloverly es Aptiano-Albiano.
- El Miembro Himes es el superior y contiene algunos depósitos de grano grueso de un lecho, pero compuesto sobre todo de lutolitas brillantes y multicolores.

## Paleofauna

### Anfibios
- Amphibia
  - Allocaudata
    - Albanerpetontidae
      - Albanerpetontidae indet.

### Reptiles

#### Tortugas
- Testudines
  - Cryptodira
    - Pleurosternidae
      - Glyptops plicatulus

  - Paracryptodira
    - Pleurostemidae
      - Naomichelys speciosa

#### Lagartos
- Squamata
  - Lacertilia
    - Paramacellodidae
      - Paramacellodus keebleri

#### Arcosaurios
- Archosauria
  - Mesoeucrocodylia
    - Goniopholididae
      - Goniopholididae indet.

### Dinosaurios

#### Saurischia
- Sauropoda
  - Titanosauriformes
    - Somphospondyli
      - Sauroposeidon proteles
- Theropoda
  - Carnosauria
    - Allosauroidea
      - Acrocanthosaurus atokensis

  - Coelurosauria
    - Dromaeosauridae
      - Deinonychus antirrhopus

    - Caenagnathidae
      - Microvenator celer

#### Ornithischia

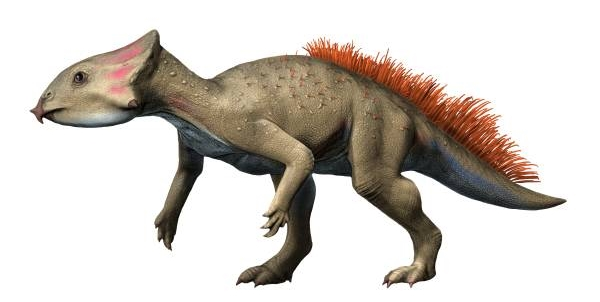
Aquilops

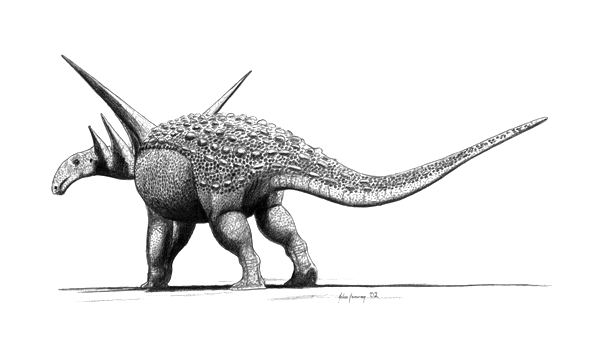
Sauropelta

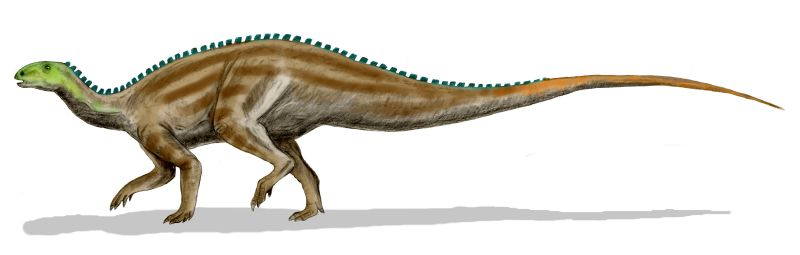
Tenontosaurus

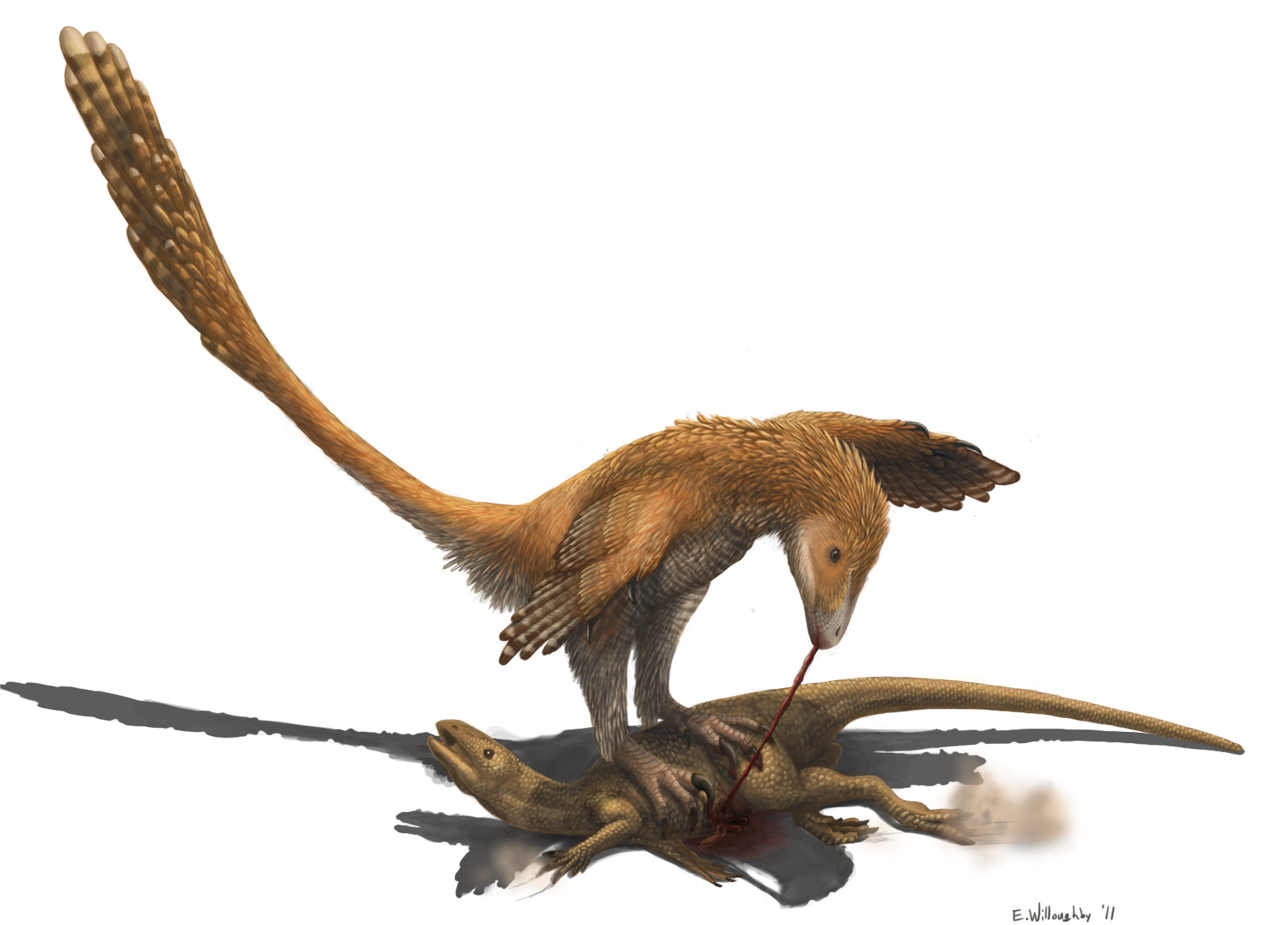
Zephyrosaurus

- Thyreophora
  - Ankylosauria
    - Nodosauridae
      - Sauropelta edwardsorum
- Ornithopoda
  - Thescelosauridae
    - Orodrominae
      - Zephyrosaurus schaffi

  - Iguanodontia
    - Tenontosauridae
      - Tenontosaurus tillettorum
- Marginocephalia
  - Ceratopsia
    - Aquilops americanus

## Mamíferos
- Allotheria
  - Triconodonta
    - Gobiconodontidae
      - Gobiconodon ostromi

    - Triconodontidae
      - Corviconodon montanensis
- Eutheria
  - Montanalestes keebleri